# Mielcuchy
Mielcuchy – wieś w Polsce położona w województwie wielkopolskim, w powiecie ostrzeszowskim, w gminie Czajków.
W latach 1954–1961 wieś należała i była siedzibą władz gromady Mielcuchy, po jej zniesieniu w gromadzie Czajków. W latach 1975–1998 miejscowość administracyjnie należała do województwa kaliskiego.
1 stycznia 2009 od wsi odłączono przysiółek Lemiesze, który połączono z osadą Bolki tworząc wieś Mielcuchy Pierwsze.

## Ludzie związani z Mielcuchami
W Mielcuchach  w 1968 zmarł Stanisław Lipka - żołnierz Armii Andersa, uczestniki walk pod Monte Cassino.